# Varroniano (filho de Joviano)
Varroniano (em latim: Varronianus; fl. 363–380) era o mais velho dos dois filhos do imperador romano do Oriente Joviano com sua esposa Cárito. Quando seu pai ascendeu ao trono, Varroniano recebeu o título de nobilíssimo e, em 364, foi nomeado cônsul com ele em Ancira (atual Ancara). Como era ainda muito jovem quando seu pai morreu no mesmo ano, foi desconsiderado na sucessão e Valentiniano I acabou ascendendo ao trono em Constantinopla.
É possível que Varroniano seja o jovem referido por João Crisóstomo em uma carta e uma homilia ("Homilia aos Filipenses" e "Carta a uma Jovem Viúva"). Se for, é possível que Varroniano ainda estivesse vivo em 380, mas temendo pela vida dada a sua ascendência da dinastia constantiniana. Em algum ponto, teve um dos olhos arrancados numa tentativa de impedir qualquer tentativa de reivindicar o trono